# Buckeye Broadband
Buckeye Broadband (anteriormente conocido como Buckeye CableSystem desde agosto de 1996 hasta mayo de 2016, y como The CableSystem antes de agosto de 1996) es un proveedor de cable y telecomunicaciones ubicado en Toledo, Ohio, Estados Unidos, propiedad de Block Communications (que también posee Los periódicos The Blade y The Pittsburgh Post-Gazette).  Buckeye Broadband ofrece televisión por cable, internet de banda ancha, y servicios de teléfono residencial a los clientes en el noroeste de Ohio y partes del sureste de Michigan; Los paquetes más vendidos en la historia de Buckeye, son el triple play premier, cable hd e internet, express 50 starter, y express 50 plus. Además de su sistema en Toledo, Buckeye también brinda servicios a Sandusky y al condado de Erie en el centro-norte de Ohio, que antes eran servidos por el predecesor Erie County Cablevision..
Buckeye Broadband también opera la red de deportes de cable de Buckeye (BCSN), una red deportiva regional que se centra en eventos deportivos de ligas menores, escuelas secundarias, y universidades, que se lanzó el 7 de enero de 2004.

## Servicios[4]
Vídeo:
televisión de Cable Digital, Vídeo Encima Demanda, Paga Por Vista, Casa Entera DVR encima hasta 6 TVs, HD DTA convertidores (1 libres por cuenta) y encima 100 HD opciones. Buckeye Televisión En todas partes: reloj de clientes de televisión de Cable streamed contenido de varios programadores de televisión del cable encima la web habilitó dispositivos como ordenadores, teléfonos inteligentes, pastillas y más.
Internet: Internet de alta velocidad de Buckeye Express: de 10 mbps a 300 mbps; planes de datos personalizados, y datos ilimitados disponibles.
Teléfono: Teléfono de Buckeye - 3 Planes de teléfono disponibles-Servicio de teléfono residencial digital, usando un VoIP híbrido
Buckeye Brainiacs: Técnicos y técnicos de soporte de equipos para clientes de banda ancha de Buckeye.

## Disputas de transporte

### WUPW
El 12 de diciembre de 2012 a las 5 p. m. Fox afiliada WUPW (canal 36) fue eliminada por Buckeye debido a una disputa de transporte entre ellos y Raycom Media, que se había hecho cargo de las operaciones de WUPW a través de un acuerdo de comercialización local con WTOL (canal 11) de la filial de CBS de Raycom Media a principios de año. aumento en las tarifas de consentimiento de retransmisión. Las dos partes tomarían más de un mes para resolver sus problemas, con WUPW regresar a Buckeye el 21 de enero de 2013.

### WNWO
El Grupo de Radiodifusión de Sinclair compró WNWO-TV (canal 24) de la NBC de Toledo el 25 de noviembre de 2013 a través de una fusión con la Radiodifusora Barrington, e inmediatamente inició negociaciones de consentimiento de retransmisión con Buckeye, en unos nuevos términos que Buckeye no pudo aceptar; Sinclair finalizó su consentimiento para llevar la estación el 15 de diciembre de 2013 por un apagón a largo plazo de la programación de NBC en el mercado de Toledo, que fue considerado como uno de los más largos en la historia de la industria del cable, a pesar de las luchas de clasificación conocidas de WNWO en anteriores propiedades.
WDIV-TV de Detroit permaneció disponible en Buckeye, pero con toda la programación de NBC bloqueada debido a que WNWO afirmaba la exclusividad de mercado para la programación de NBC. QVC se llevó a cabo durante los intervalos de tiempo WDIV con la programación de NBC, aunque el servicio a pedido de NBC (que se negocia por separado a través la red) permaneció disponible en Buckeye. Sin embargo, los clientes de Buckeye en Bedford Township pudieron recibir WDIV sin restricciones, ya que Bedford se encuentra en el mercado de Detroit.
Mientras tanto, CBET, la estación de televisión CBC de la vecina Windsor, Ontario, Canadá, fue sustituida por Buckeye para proporcionar cobertura aérea de los Juegos Olímpicos de Invierno de 2014 y los playoffs de la Stanley Cup 2014 a través de CBC a sus clientes (Buckeye luego le "agradeció" CBC con un comercial de televisión, cantado al ritmo del himno nacional canadiense). La disputa no afectó ninguna de las coberturas de cable de las propiedades de NBCU, como  NBCSN y CNBC, ya que los acuerdos de transporte de NBCUniversal para sus redes de cable no estaban relacionados en su totalidad con la disputa WNWO.
El 14 de julio de 2014, la disputa por el transporte entre Sinclair y Buckeye terminó oficialmente, con las dos partes llegando a un nuevo acuerdo de dos años. Como resultado del acuerdo, los suscriptores de Buckeye en el área de Toledo comenzaron a recibir la señal de WNWO-TV una vez más. CBET, cuyo canal de definición estándar era parte de la formación de Buckeye antes de la disputa, tenía ambas versiones restantes en el sistema, aunque reubicadas en diferentes posiciones de canal.